# مريس
مِرَّيْس (الاسم العلمي: Histioteuthis)، هو جنس من الحبار ينتمي إلى فصيلة المريسيات.اسمه الشائع الحبار ذ عيون الديك، لأنه في جميع الأنواع تكون العين اليمنى ذات حجم طبيعي، ومستديرة، وزرقاء وغارقة؛ في حين أن العين اليسرى هي ضعف قطر العين اليمنى على الأقل، وأنبوبية، أصفر-أخضر، ويتجه نحو الأعلى، ويخرج من الرأس.
في عام 2017، أثبت باحثون في جامعة ديوك أن المريس يستخدم عينه الكبرى لرؤية ضوء الشمس المحيط، وعينه الأصغرى لاكتشاف التلألؤ الحيوي من الحيوانات الفريسة.
يتكون الاسم من (ἱστίον، «الشراع»، غشاء كبير مكفف بين ستة أذرع، في بعض الأنواع) وتوثيس («حبار»).
يشتمل الجنس على أنواع متلألأة حيويًا.

## الأنواع
- H. bonnellii مجمع أنواع
  - Histioteuthis bonnellii, umbrella squid
  - Histioteuthis machrohista
- H. reversa مجمع أنواع
  - Histioteuthis altaninae
  - Histioteuthis atlantica
  - Histioteuthis reversa, reverse jewel squid
- H. celetaria مجمع نويعات
  - Histioteuthis celetaria celetaria
  - Histioteuthis celetaria pacifica
- H. corona مجمع نويعات
  - Histioteuthis corona berryi
  - Histioteuthis corona cerasina
  - Histioteuthis corona corona
  - Histioteuthis corona inermis
- H. miranda مجمع أنواع
  - Histioteuthis miranda
  - Histioteuthis oceani
- H. meleagroteuthis مجمع أنواع
  - Histioteuthis heteropsis, strawberry squid
  - Histioteuthis meleagroteuthis

## روابط خارجية
قالب:CephBase Genus
- Histioteuthidae discussion forum at TONMO.com